# Bình Đức (phường)
Bình Đức là một phường thuộc tỉnh An Giang, Việt Nam.

## Địa lý
- Phía Đông giáp xã Mỹ Hòa Hưng
- Phía Tây và phía Bắc giáp xã An Châu
- Phía Nam giáp phường Long Xuyên.

## Lịch sử
Ngày 25 tháng 4 năm 1979, Hội đồng Chính phủ ban hành Quyết định 181-CP. Theo đó, tách ấp Hòa Long, ấp Hòa Phú của xã Hòa Bình Thạnh, một phần ấp Bình Phú của xã Bình Hòa, một phần đất ấp Bình Thạnh (Xép Bà Lý trở lên phía bắc) của phường Bình Đức, thị xã Long Xuyên để thành lập thị trấn An Châu, thị trấn huyện lỵ huyện Châu Thành.
Ngày 12 tháng 1 năm 1984, Hội đồng Bộ trưởng ban hành Quyết định 8-HĐBT. Theo đó, thành lập xã Mỹ Khánh trên cơ sở tách ấp Bình Hòa của xã Mỹ Hòa và một phần khóm Bình Khánh của phường Bình Đức.
Ngày 2 tháng 8 năm 1999, Chính phủ ban hành Nghị định 64/1999/NĐ-CP. Theo đó, thành lập phường Bình Khánh trên cơ sở 628,80 ha diện tích tự nhiên và 24.820 người của phường Bình Đức (gồm khóm Bình Thới 1, 2, 3 và khóm Bình Chánh 1, 2, 3, 4, 5).
Sau khi điều chỉnh địa giới hành chính, phường Bình Đức còn lại 1.106,80 ha diện tích tự nhiên và 16.058 người.
Ngày 12 tháng 6 năm 2025, Ủy ban Thường vụ Quốc hội ban hành Nghị quyết số 1654/NQ-UBTVQH15 về việc sắp xếp các đơn vị hành chính cấp xã của tỉnh An Giang. Theo đó, toàn bộ diện tích tự nhiên, quy mô dân số của phường Bình Khánh, phường Bình Đức và xã Mỹ Khánh thành phường mới có tên gọi là phường Bình Đức.

## Hình ảnh

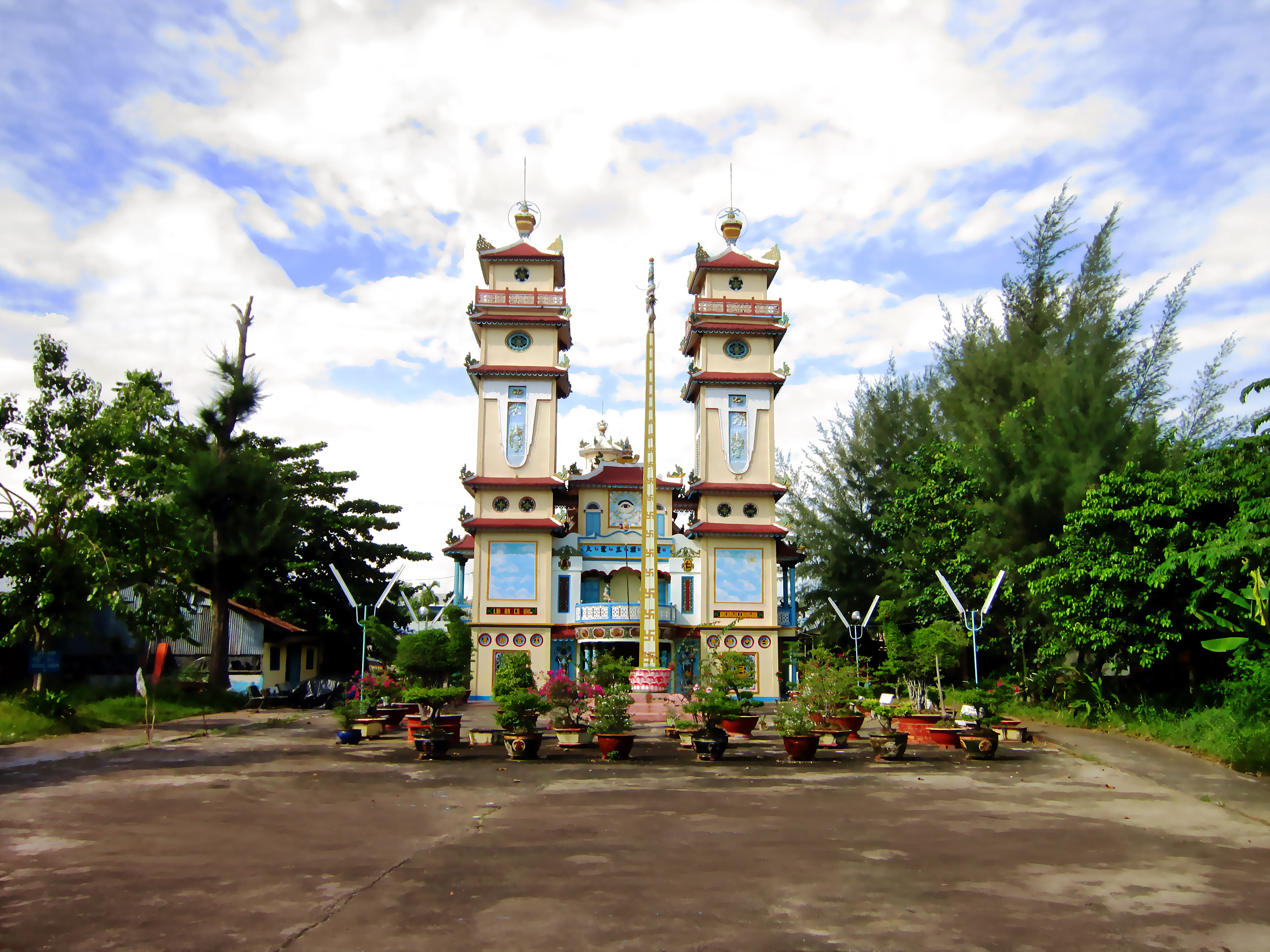
Thánh thất Cao Đài Long Xuyên.
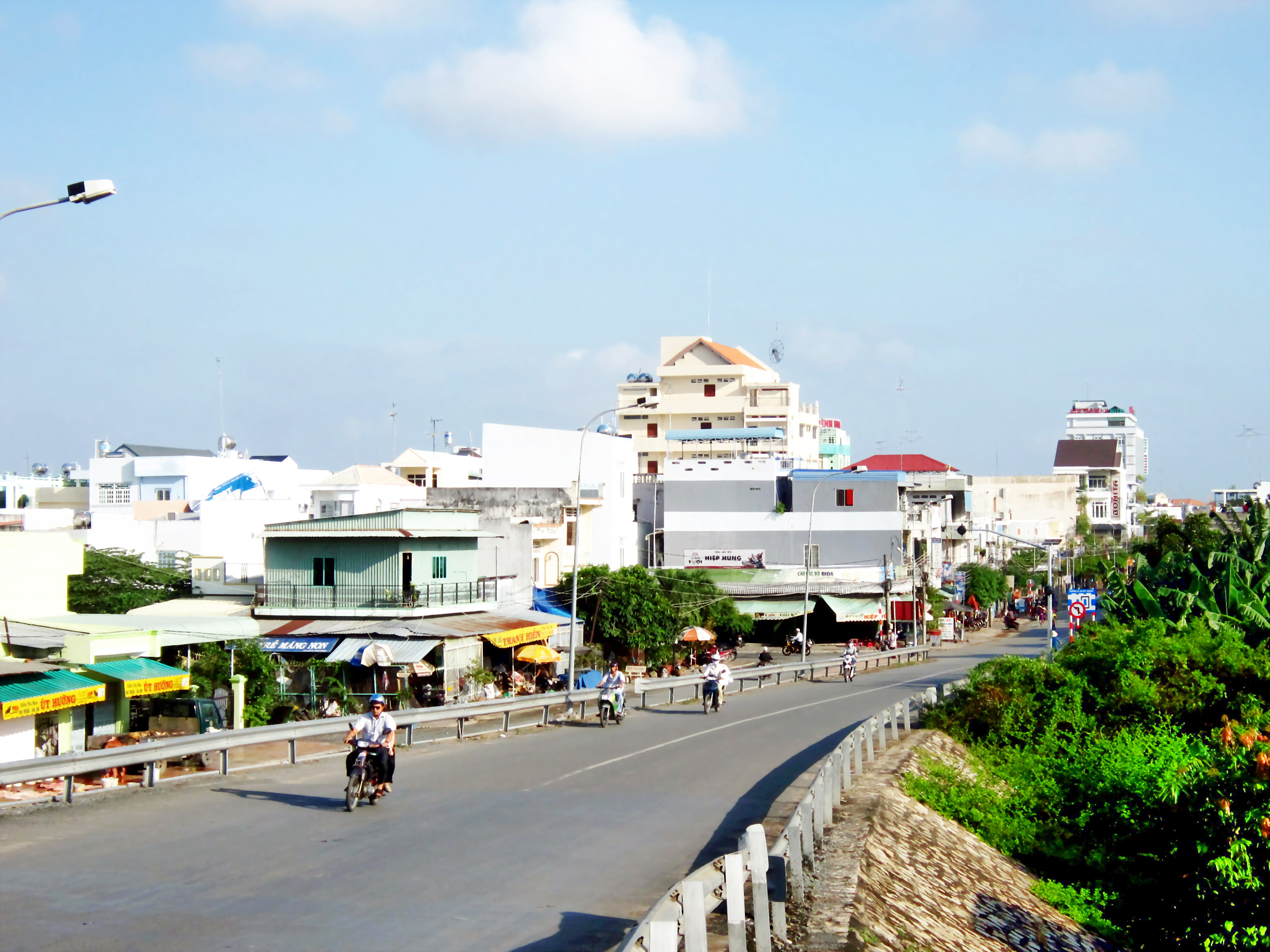
Phố chợ Bình Khánh chỗ đầu cầu Tôn Đức Thắng.
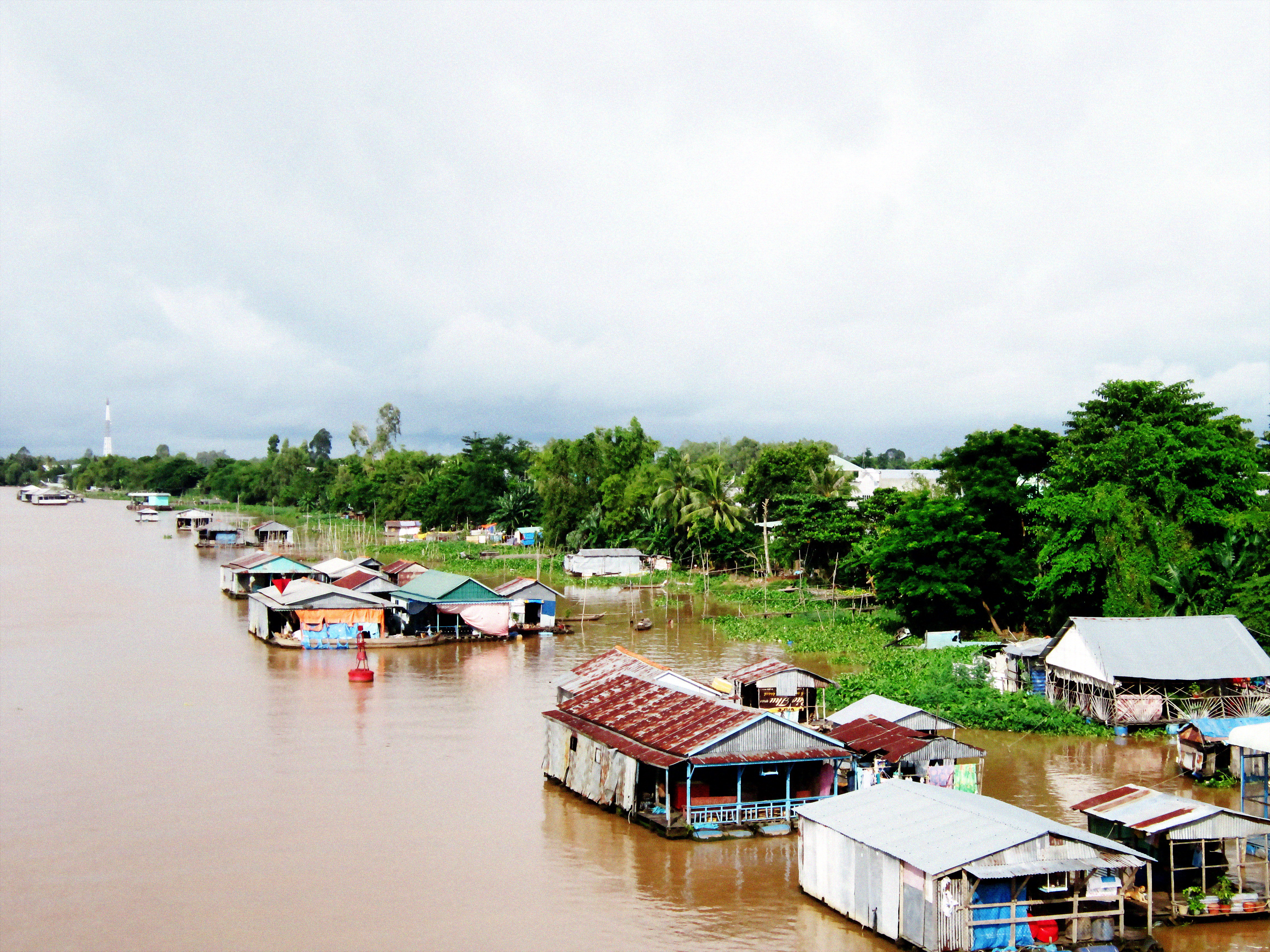
Nuôi cá trong lồng bè ở phường Bình Đức.
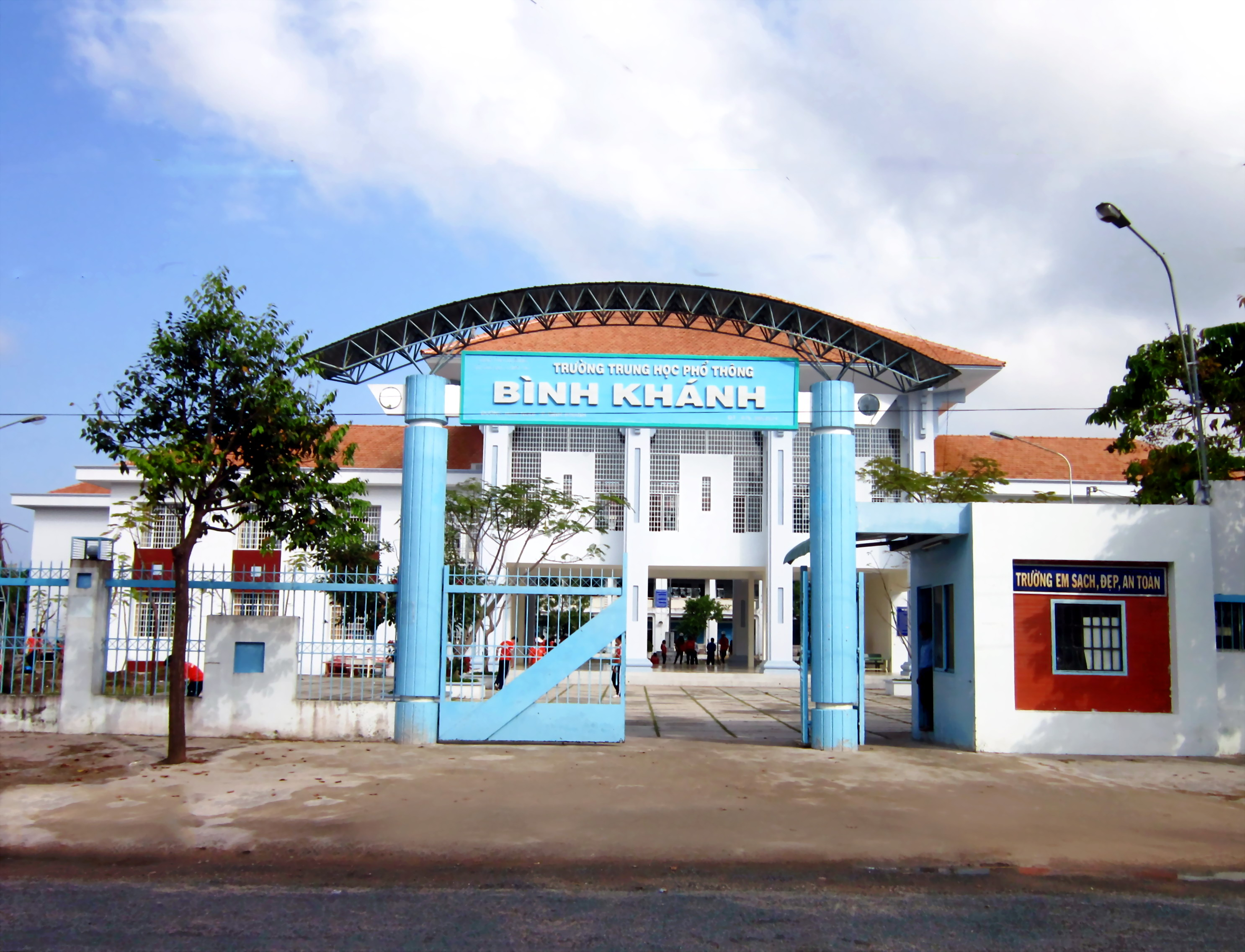
Trường Trung học phổ thông Bình Khánh.
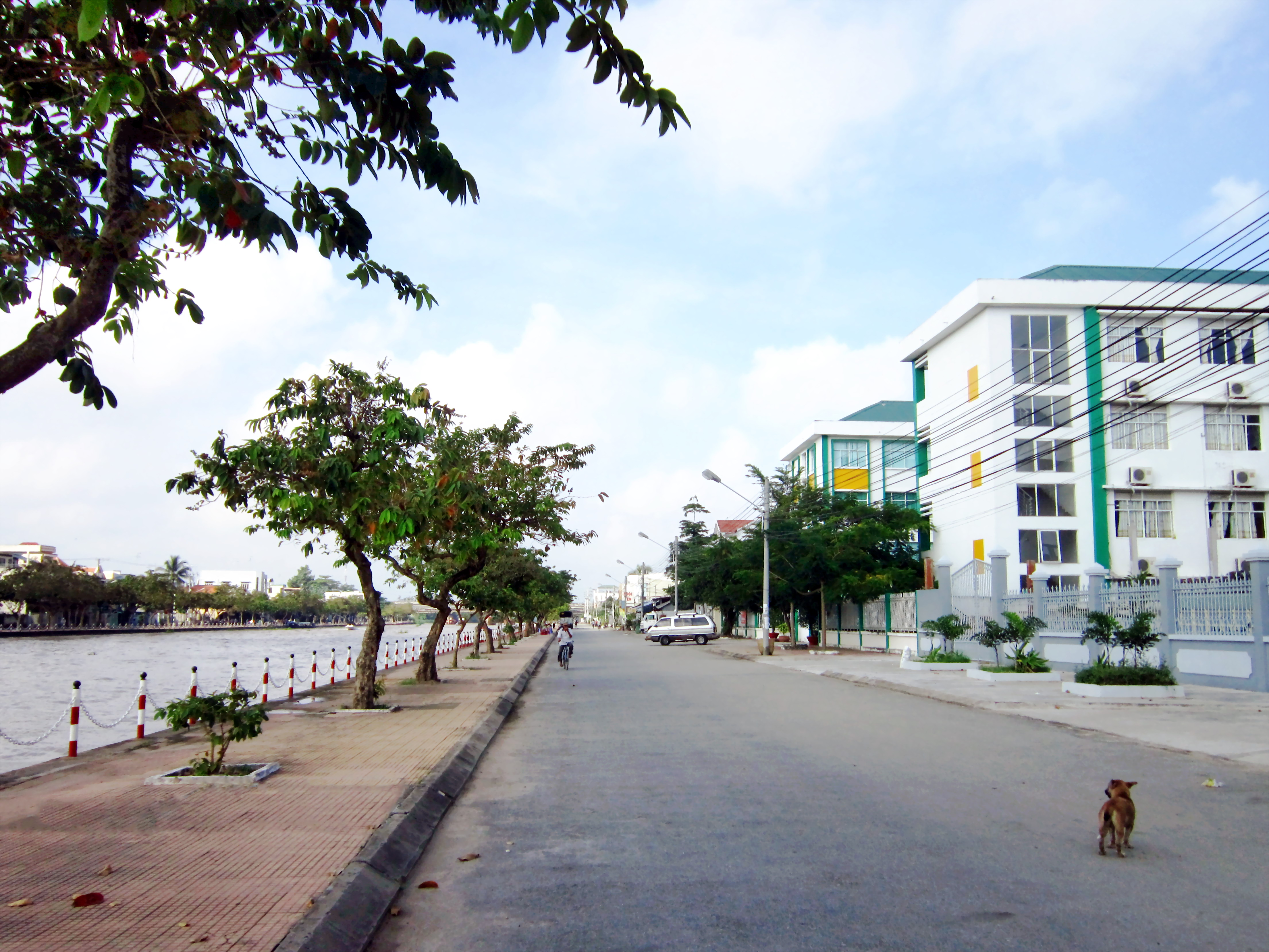
Đường Nguyễn Thanh Sơn. Bên phải ảnh là trường THPT ISCHOOL Long Xuyên.
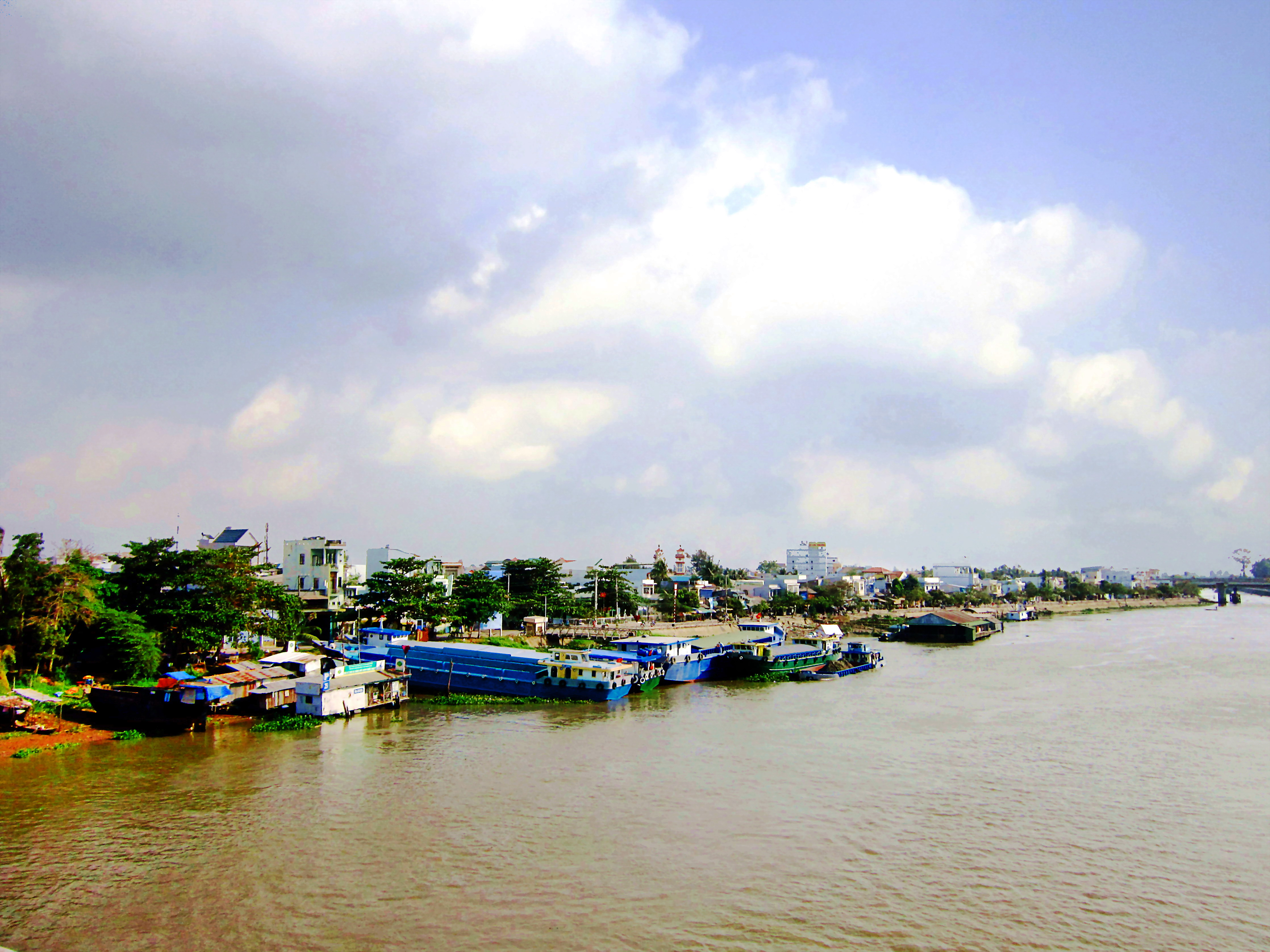
Một góc phường Bình Đức bên rạch Long Xuyên
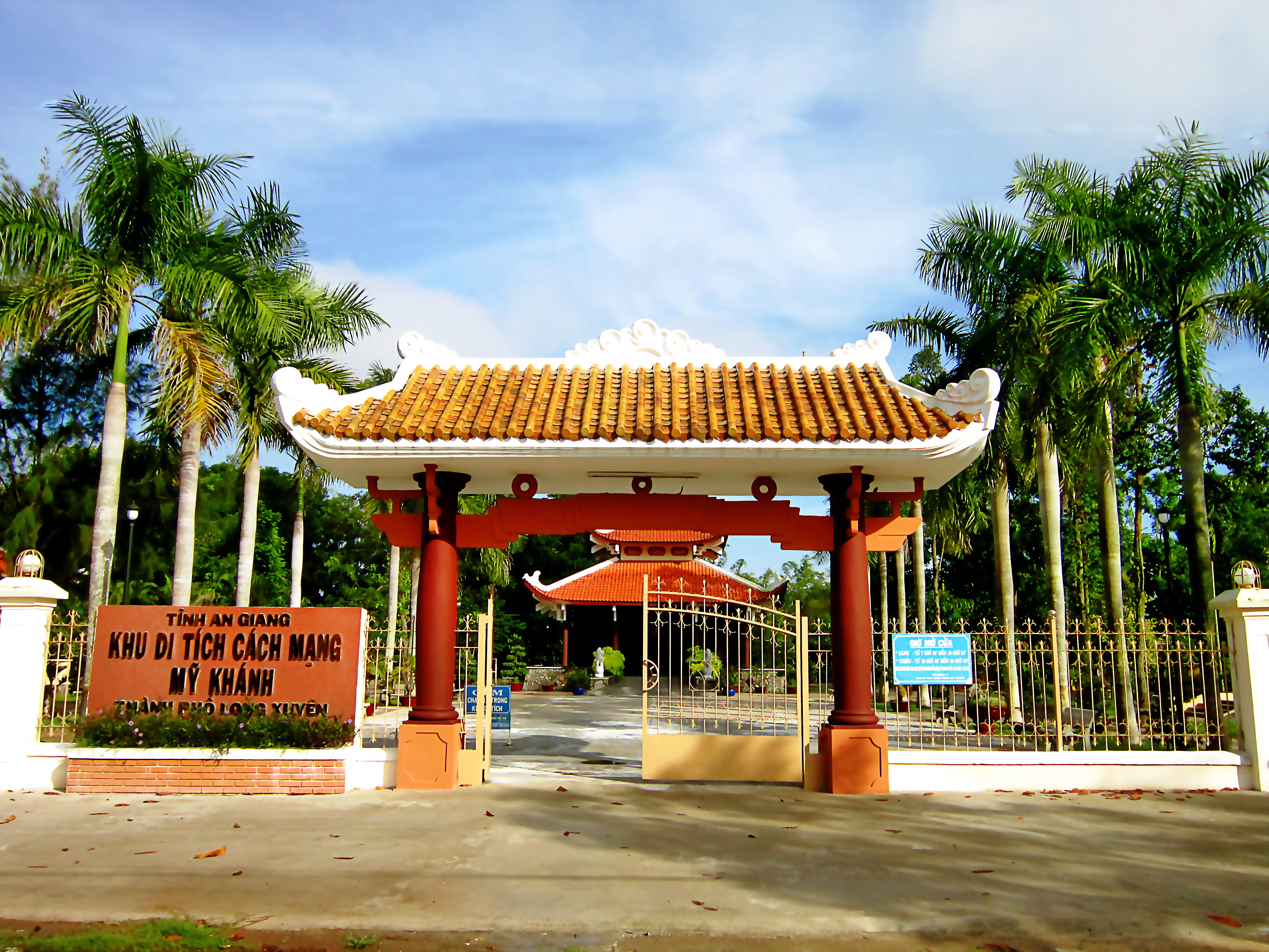
Khu di tích cách mạng Mỹ Khánh.
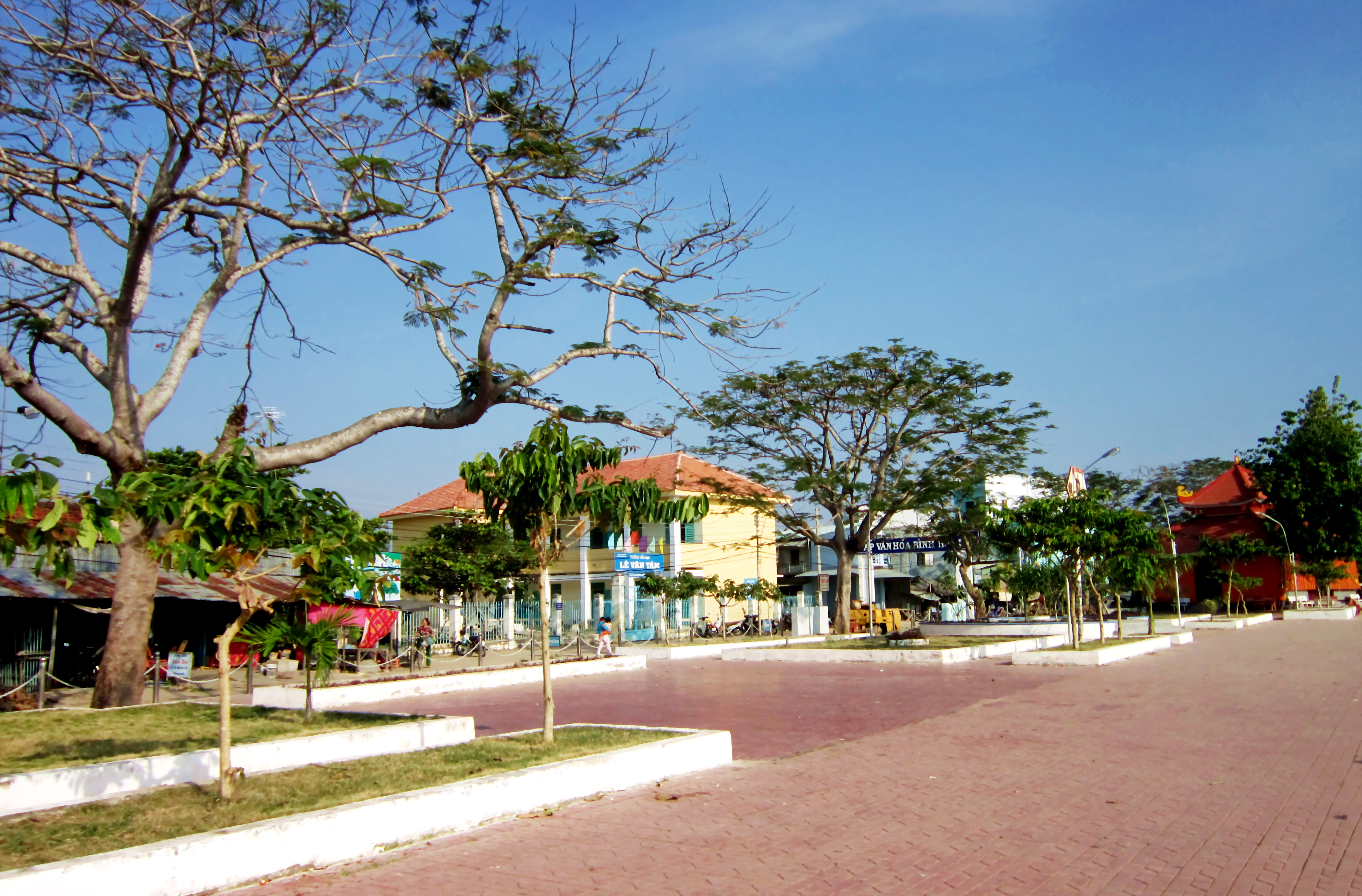
Cảnh ở chỗ công viên Lê Văn Tám
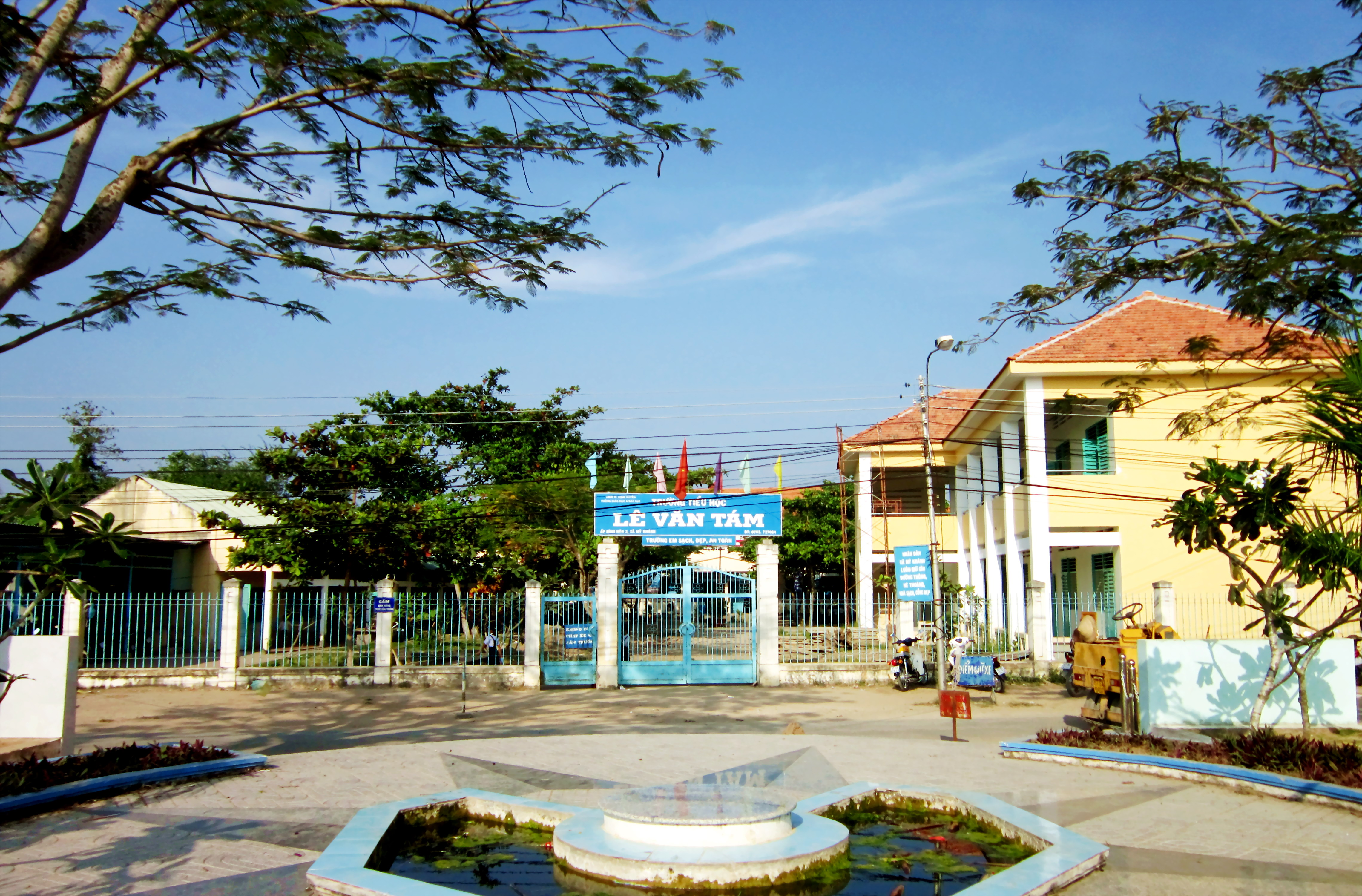
Trường Tiểu học Lê Văn Tám
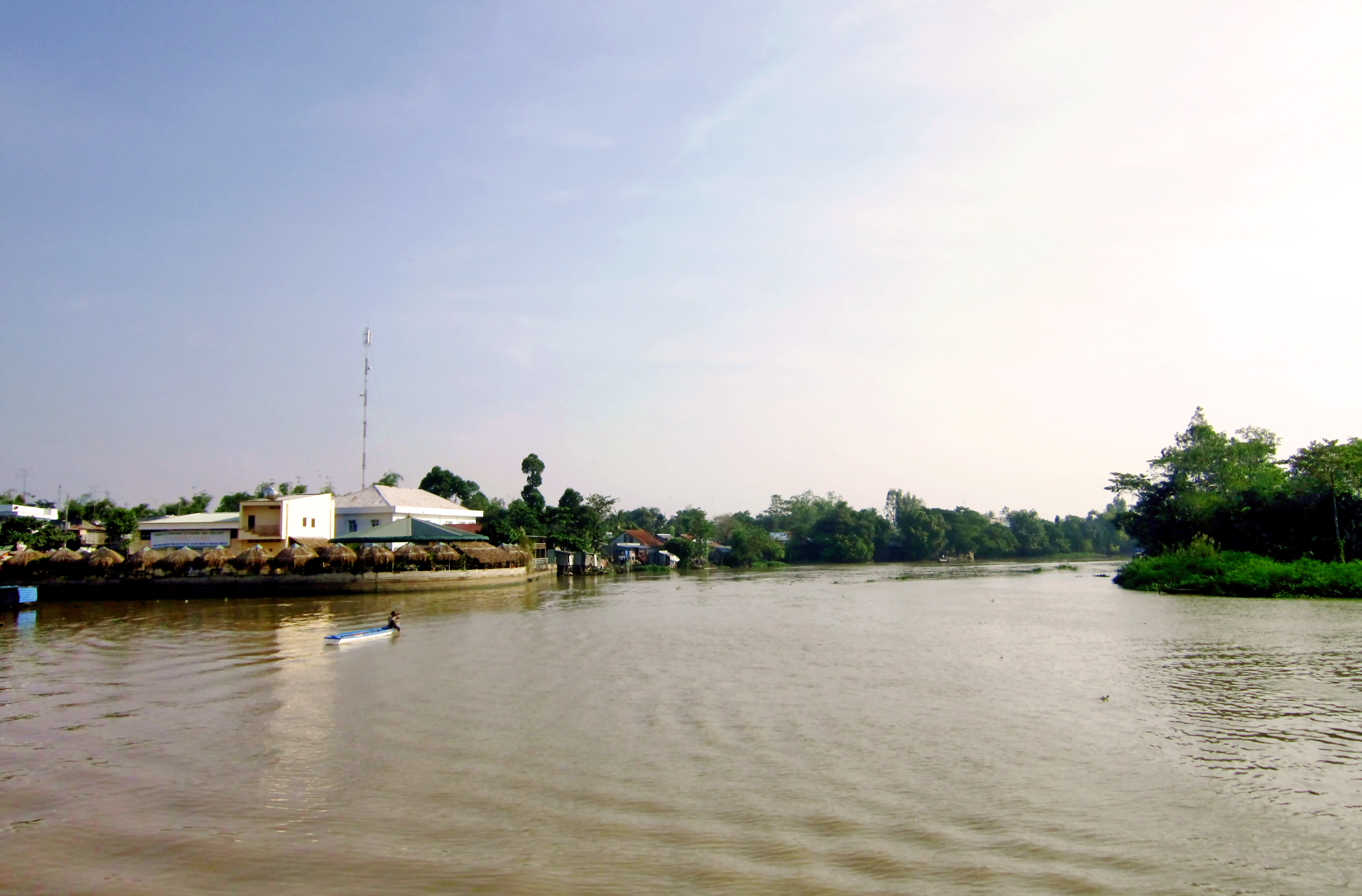
Một góc phường Bình Đức bên sông Long Xuyên.
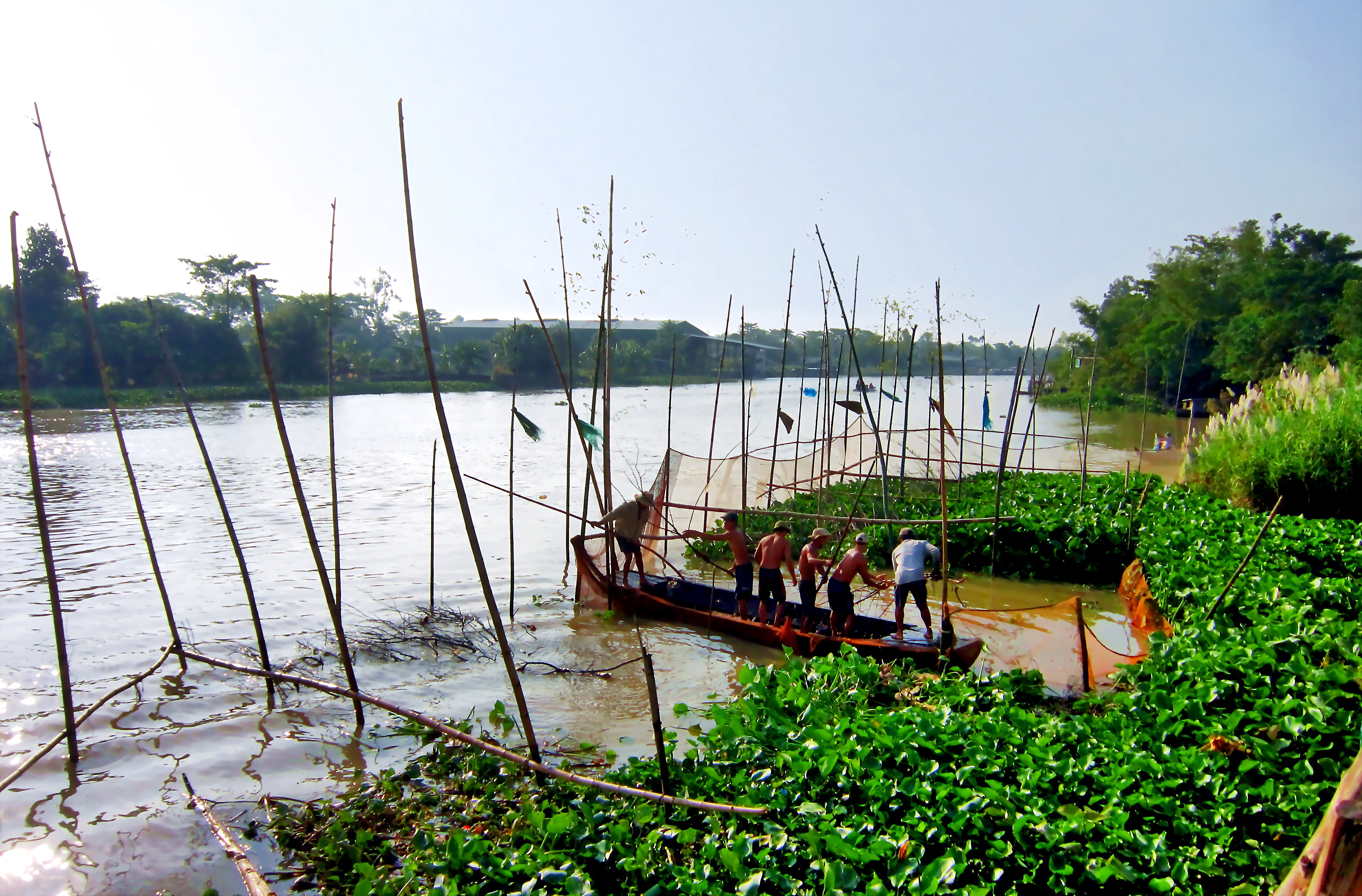
Cảnh dỡ chà để bắt thủy sản ở Bình Đức